# Gimnazjum i Liceum Morskie
Gimnazjum i Liceum Morskie (początkowo jako Państwowe Gimnazjum i Liceum Morskie, ang. Polish Merchant Navy College) – polska szkoła morska działająca w latach 1945–1949 w Wielkiej Brytanii.

## Historia
W grudniu 1942 gen. Władysław Sikorski zezwolił na rekrutację (ochotniczą) młodzieży z obozów polskich uchodźców w Persji, Palestynie, Indiach i Afryce. Po początkowych problemach, 1 lipca 1944, minister oświaty rządu londyńskiego, zarządził powołanie Gimnazjum i Liceum Morskiego, które miało funkcjonować na podstawie ustawy o ustroju szkolnictwa z 1932.
9 marca 1945 organizację i kierownictwo szkoły powierzono Karolowi Olgierdowi Borchardtowi. Na siedzibę szkoła otrzymała obóz górniczy w miejscowości Landywood, składający się z kilkudziesięciu baraków z blachy falistej. Uczniowie (w liczbie około 400) przybyli do Landywood w maju 1945, ale zajęcia rozpoczęto dopiero w lipcu tego roku. Rozkład zajęć przewidywał pobudkę o 7:00, następnie osiem godzin zajęć lekcyjnych (w czterech dwugodzinnych blokach) do 21:45 i capstrzyk o 22:00. W środy, soboty i niedziele zajęcia trwały do obiadu (o 12:45), resztę dnia uczniowie mieli wolną. Program szkoły obejmował: język polski, historię, matematykę, biologię, chemię, fizykę i geografię oraz przedmioty zawodowe, jak maszynoznawstwo, rysunek techniczny, nawigację, sygnalizację, astronawigację, roboty żeglarskie. Uczono też języka angielskiego, higieny, fizjologii i pierwszej pomocy. Kilka opiekunek nauczało też zachowania przy stole i tańca. W czasie wolnym uczniowie mogli działać w kółkach zainteresowań (istniało m.in. koło muzyczne, sportowe, dramatyczne, introligatorskie, krawieckie, fotograficzne).
W 1947 szkołę przeniesiono do Lilford, gdyż obóz znów był potrzebny górnikom. W Lilford szkoła zajęła budynki po szpitalu amerykańskim. W tym czasie liczba uczniów zmniejszyła się do około dwustu. Do programu nauczania włączono dodatkowe przedmioty jak technologia, mechanika, instalacje elektryczne, hydraulika oraz praktyczna naukę tokarstwa, spawania czy ślusarstwa. W gimnazjum wszyscy uczyli się przedmiotów potrzebnych w dziale maszynowym i nawigacyjnym, w liceum następowało oddzielenie profili szkolenia.
Według założeń, szkoła miała kształcić absolwentów do zajmowania stanowisk nieoficerskich oraz najniższego stanowiska oficerskiego we flocie brytyjskiej. Jednak w związku z nadmiarem oficerów, zwolnionych z Royal Navy, brytyjskie związki zawodowe nie zgadzały się na zatrudnianie absolwentów Szkoły Morskiej na stanowiska oficerskie. Pływali więc oni jako załoga szeregowa, a niektórzy prywatnie kontynuowali naukę w szkołach brytyjskich.
W czerwcu 1945 ambasada rządu warszawskiego zażądała przesłania pomocy nawigacyjnych do Szkoły Morskiej w Gdyni. Gimnazjum i Liceum Morskie przekształcono w Szkołę Techniczną im. Tadeusza Kościuszki.